# 塔拉普薩 (密蘇里州)
塔拉普薩（英語：Tallapoosa）是位於美國密蘇里州新馬德里縣的城市。

## 人口
根據2020年美國人口普查的數據，塔拉普薩的面積為1.16平方千米，皆為陸地。當地共有人口78人，而人口密度為每平方千米67人。